# Zypern beim Eurovision Song Contest
Teilnehmende Rundfunkanstalt

Erste Teilnahme
1981
Anzahl der Teilnahmen
41 (Stand 2025)
Höchste Platzierung
2 (2018)
Höchste Punktzahl
436 (2018)
Niedrigste Punktzahl
2 (1999)
Punkteschnitt (seit erstem Beitrag)
61,75 (Stand 2019)
Punkteschnitt pro abstimmendem Land im 12-Punkte-System
2,34 (Stand 2019)
Dieser Artikel befasst sich mit der Geschichte der Republik Zypern als Teilnehmer am Eurovision Song Contest.

## Regelmäßigkeit der Teilnahme und Erfolge im Wettbewerb

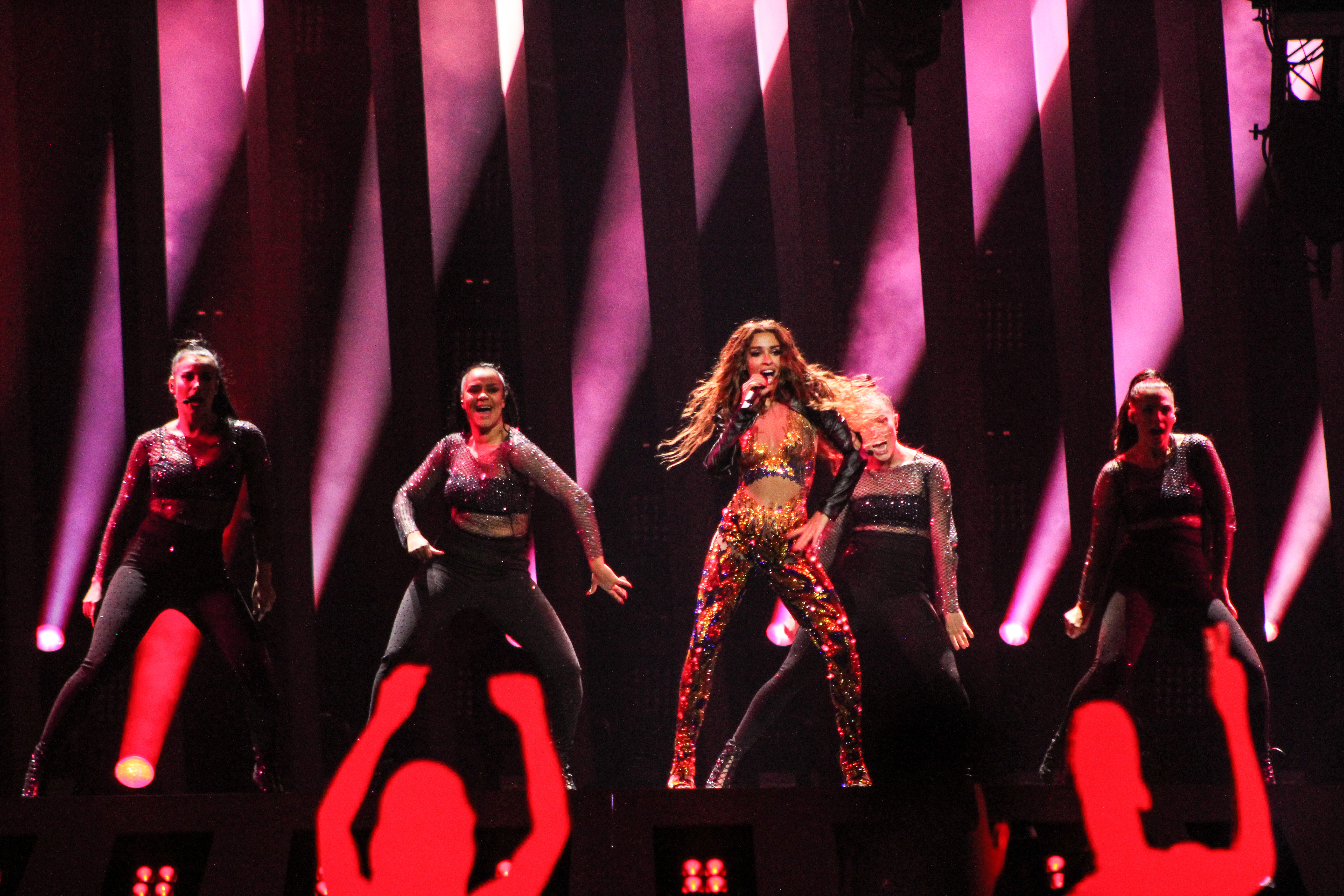
Eleni Foureira (Mitte), holte 2018 Zyperns bisher bestes Ergebnis im Wettbewerb

Die Republik Zypern nahm erstmals 1981 am Eurovision Song Contest teil. Beim Debüt war das Land auch sofort erfolgreich und erreichte Platz 6 von 20. Auch 1982 konnte sich die Republik Zypern eine Platzierung unter den besten Zehn ergattern, da die Sängerin Anna Vissi Platz 5 von 18 erreichte. Mit 85 Punkten hielt sie zudem für einige Jahre die höchste Punktzahl der Republik Zyperns. 1983 hingegen war das Land erstmals weniger erfolgreich und belegte lediglich Platz 16 von 20. Auch in den Folgejahren konnte das Land nicht an die erfolgreichen ersten zwei Teilnahmen anknüpfen. So folgten 1984 mit Platz 15 und 1985 mit Platz 16 von je 19 Ländern jeweils weitere Platzierungen im unteren Tabellendrittel. 1986 erreichte die Republik Zypern dann ihren Tiefpunkt. So landete die Sängerin Elpida auf den letzten Platz im Finale und holte somit die bis heute schlechteste Platzierung der Republik Zypern. Erst in den Folgejahren wurde das Land wieder erfolgreicher im Wettbewerb.
Schließlich erreichte die Sängerin Alexia 1987 mit Platz 7 von 22 die beste Platzierung seit fünf Jahren. Auch 1988 plante das Land teilzunehmen, allerdings stellte sich heraus, dass das von der Republik Zypern ausgewählte Lied Thimame des Sängers Yiannis Dimitrou entgegen den Regeln bereits 1984 am Vorentscheid teilgenommen hatte, woraufhin der Fernsehsender CyBC freiwillig den Beitrag zurückzog. Bereits 1989 war das Land aber wieder im Wettbewerb vertreten und erreichte bei seiner Rückkehr Platz 11. Auch 1990 folgte eine Platzierung im Mittelfeld mit Platz 14 von 22. 1991 erreichte das Land dann seine erste Platzierung unter den besten Zehn seit 1987 mit Platz 9. 1992 verpasste das Land dann mit der Sängerin Evridiki, die Platz 11 belegte, knapp eine Platzierung unter den besten Zehn. 1993 hingegen war das Land weit von einer solchen Platzierung entfernt. Schließlich belegte das Duo Zymboulakis & van Beke lediglich Platz 19 von 25. 1994 versuchte es die Sängerin Evridiki erneut eine Platzierung unter den besten Zehn zu erreichen. Erneut belegte sie allerdings nur Platz 11. Von 1995 bis 1997 war die Republik dann sehr erfolgreich. So erreichte das Land 1995 und 1996 jeweils Platz 9. 1997 erreichte das Duo Hara & Andreas Konstantinou dann Platz 5 und somit die beste Platzierung seit Anna Vissi 1982. Mit 98 Punkten erreichten sie sogar mehr Punkte als Anna Vissi 1982, so dass sie eine neue Höchstpunktzahl für die Republik Zypern erreichten. Damit waren sie bis dahin der erfolgreichste Beitrag der Republik Zypern. Danach konnte das Land aber erstmal nicht an diese Erfolge anknüpfen.
So erreichte das Land zwar 1998 noch Platz 11, holte aber im Folgejahr die schlechteste Platzierung seit zwölf Jahren. Die Sängerin Marlain landete schließlich nur auf dem vorletzten Platz und erhielt lediglich zwei Punkte, was bis heute die niedrigste Punktzahl der Republik Zypern darstellt. Auch im Jahre 2000 war das Land wenig erfolgreich. Das Duo Voice holte schließlich lediglich Platz 21 von 24. Nach diesen schlechten Platzierungen musste das Land 2001 beim Wettbewerb aussetzen, kehrte aber bereits 2002 wieder zum Wettbewerb zurück. Von nun an verlief der Wettbewerb für die Republik Zypern wie eine Achterbahnfahrt. Schließlich war die Rückkehr 2002 sehr erfolgreich und das Land belegte am Ende Platz 6. 2003 hingegen stand die Republik Zypern wieder am Tabellenende und landete auf Platz 20 von 26. 2004 folgte dann der nächste Erfolg. So musste das Land zwar im neu eingeführten Halbfinale antreten, konnte sich von dort aus aber für das Finale qualifizieren. Dort belegte die Sängerin Lisa Andreas dann Platz 5 und holte mit 170 Punkten eine neue Höchstpunktzahl für die Republik Zypern. Außerdem war sie damit die bis dahin erfolgreichste Interpretin des Landes. Nach diesem Erfolg, folgte 2005 wieder ein eher schlechteres Ergebnis. Schließlich wurde das Land zum bereits zweiten Mal vom Sänger Constantinos vertreten, der bereits 1996 Platz 9 für das Land holte. An diesem Erfolg konnte er allerdings nicht anknüpfen und landete auf Platz 18 von 24. Daher musste Zypern 2006 am Halbfinale teilnehmen, verpasste dort aber erstmals den Finaleinzug, nachdem die Sängerin Annette Artani lediglich Platz 15 im Halbfinale erreichte. 2007 trat dann die Sängerin Evridiki, die die Republik Zypern bereits 1992 und 1994 vertrat, erneut an. Aber auch sie landete im Halbfinale nur auf Platz 15, so dass das Land erneut das Finale verpasste. Damit fehlte Zypern erstmals zwei Mal in Folge in einem Finale des Wettbewerbes. Auch 2008 und 2009 schafften es die zypriotischen Interpreten nicht das Land ins Finale zurückzubringen und landeten auf Platz 15 und Platz 14. Erst 2010 gelang der Republik Zypern wieder der Finaleinzug, nachdem sich Jon Lilygreen & The Islanders knapp für das Finale qualifizierten. Aber auch im Finale war der Erfolg relativ gering, denn der Beitrag Life Looks Better in Spring landete lediglich auf Platz 21. 2011 schied das Land dann wieder im Halbfinale aus und landete dort lediglich auf dem vorletzten Platz, was die schlechteste Platzierung seit 1999 darstellte. 2012 hingegen erreichte die Republik Zypern wieder das Finale, konnte dort mit Platz 16 aber die beste Platzierung seit 2004 erreichen. Nach diesem kleinen Lichtblick folgte 2013 aber wieder die Enttäuschung. Schließlich verpasste das Land, wie 2011 schon, das Finale und landete im Halbfinale nur auf dem vorletzten Platz. 2014 zog sich das Land dann erstmals freiwillig aus dem Wettbewerb zurück. Schließlich verzichtete die Republik Zypern aus Kostengründen auf eine Teilnahme am Eurovision Song Contest 2014 in Kopenhagen. Zuvor zog sich das Land nur aus Plagiatsvorwürfen vom Wettbewerb zurück, während das Land 2001 aufgrund der damaligen Regeln aussetzen musste. Bereits 2015 kehrte das Land aber wieder zum Wettbewerb zurück.
Von nun an war das Land wieder etwas erfolgreicher im Wettbewerb. Schließlich konnte sich die Republik Zypern 2015 erstmals seit drei Jahren für das Finale qualifizieren. Trotzdem war das Land weiterhin wenig erfolgreich im Finale und landete lediglich auf Platz 22. Auch 2016 gelang dem Land die Finalqualifikation, so dass die Republik Zypern erstmals seit 2005 zwei Mal in Folge im Finale vertreten war. Aber auch hier belegte der zypriotische Beitrag im Finale nur Platz 21. Auch 2017 wurde zwar das Finale erreicht, am Ende wurde aber nur Platz 21 verbucht. 2018 folgte dann die bisher erfolgreichste Teilnahme der Republik Zypern am Wettbewerb. Nachdem die Sängerin Eleni Foureira Platz 2 im Halbfinale erreichen konnte, belegte ihr Titel Fuego ebenfalls den zweiten Platz im Finale, was die beste Platzierung des Landes ist. Mit 436 Punkten holte sie zudem eine neue Höchstpunktzahl für die Republik Zypern. Mit dieser Platzierung und der dazugehörigen Punktzahl ist sie nun die erfolgreichste zypriotische Interpretin. Auch 2019 wurde eine weibliche Interpretin intern ausgewählt. Die Sängerin Tamta konnte zwar nicht an Foureiras Erfolg anknüpfen, holte im Finale mit Platz 13 aber trotzdem eine bessere Platzierung als ihre vorherigen männlichen Vertreter.
Während es der Sängerin Elena Tsagrinou im Finale des Eurovision Song Contest 2021 gelang, den 16. Platz zu belegen, verpasste ihre Nachfolgerin Andromache im Folgejahr mit Platz zwölf im Halbfinale den Finaleinzug. Es war somit das erste Mal seit 2015, dass Zypern nicht im Finale teilnahm. 2023 schaffte man es wieder, sich für das Finale zu qualifizieren. Im Finale belegte man mit Platz 12 eine Platzierung in der linken Tabellenhälfte und erreichte somit das beste Ergebnis seit 2018. Auch 2024 erreichte man das Finale, wo man mit Platz 15 eine Platzierung im Mittelfeld erzielen konnte. 2025 hingegen verfehlte Zypern denkbar knapp mit Platz 11 im Halbfinale den Finaleinzug. Mit 2022 ist es das erste Mal seit 2013, dass ein Beitrag aus Zypern nicht im Finale stand.
Insgesamt landeten also 16 von den 41 Beiträgen in der linken Tabellenhälfte. Der 2. Platz von Eleni Foureira im Jahr 2018 stellt bis dato das mit Abstand beste Ergebnis des Inselstaates dar. Die Beiträge von 1997 und 2004 erreichten beide mit Platz 5 das zuvor beste Ergebnis – den letzten Platz belegte das Land nur ein Mal. Hingegen schied man bereits neunmal im Halbfinale aus, qualifizierte sich nach den eher erfolglosen Jahren von 2006 bis 2013 allerdings mit zwei Ausnahmen (2022 und 2025) immer für das Finale. Mit einigen weiteren Platzierungen unter den besten Zehn, gehört Zypern zu den durchschnittlich erfolgreichen Ländern im Wettbewerb. Trotzdem ist anzumerken, dass seit dem erstmaligen Sieg Portugals im Jahre 2017 die Republik Zypern mit 40 Teilnahmen das Land ist, welches am häufigsten im Wettbewerb vertreten war, ohne je zu gewinnen. Portugal benötigte 49 Teilnahmen, um den Wettbewerb zu gewinnen.

## Liste der Beiträge
Farblegende:
– 1. Platz. 
– 2. Platz. 
– 3. Platz. 
– Punktgleichheit mit dem letzten Platz.
– ausgeschieden im Halbfinale/in der Qualifikation/im osteuropäischen Vorentscheid.
– keine Teilnahme/nicht qualifiziert.
– Absage des Eurovision Song Contests.
| Jahr | Interpret                                                             | Titel Musik (M) und Text (T) | Sprache                  | Übersetzung                            | Finale                                           | Finale                                           | Halbfinale/ Qualifikation                        | Halbfinale/ Qualifikation                        | Nationaler Vorentscheid                           |
| Jahr | Interpret                                                             | Titel Musik (M) und Text (T) | Sprache                  | Übersetzung                            | Platz                                            | Punkte                                           | Platz                                            | Punkte                                           | Nationaler Vorentscheid                           |
| ---- | --------------------------------------------------------------------- | --- | ------------------------ | -------------------------------------- | ------------------------------------------------ | ------------------------------------------------ | ------------------------------------------------ | ------------------------------------------------ | ------------------------------------------------- |
| 1981 | Island                                                                | Monica Μόνικα M: Doros Georgiadis; T: Stavros Sideras | Griechisch               | –                                      | 6 / 20                                           | 69                                               | Kein Halbfinale stattgefunden                    | Kein Halbfinale stattgefunden                    | interne Auswahl                                   |
| 1982 | Anna Vissi Άννα Βίσση                                                 | Mono i agapi Μόνο ή αγάπη M/T: Anna Vissi | Griechisch               | Nur die Liebe                          | 5 / 18                                           | 85                                               | Kein Halbfinale stattgefunden                    | Kein Halbfinale stattgefunden                    | interne Auswahl                                   |
| 1983 | Stavros & Dina Σταύρος & Δήνα                                         | I agapi akoma zi Η αγάπη ακόμα ζει M/T: Stavros Sideras | Griechisch               | Die Liebe ist noch am Leben            | 16 / 20                                          | 26                                               | Kein Halbfinale stattgefunden                    | Kein Halbfinale stattgefunden                    | interne Auswahl                                   |
| 1984 | Andy Paul                                                             | Anna Maria Lena Άννα Μαρία Λένα M/T: Andy Paul | Griechisch               | –                                      | 15 / 19                                          | 31                                               | Kein Halbfinale stattgefunden                    | Kein Halbfinale stattgefunden                    | Nationaler Vorentscheid                           |
| 1985 | Lia Vissi Λία Βίσση                                                   | To katalava arga Το κατάλαβα αργά M/T: Lia Vissi | Griechisch               | Ich habe es zu spät gemerkt            | 16 / 19                                          | 15                                               | Kein Halbfinale stattgefunden                    | Kein Halbfinale stattgefunden                    | interne Auswahl                                   |
| 1986 | Elpida Ελπίδα                                                         | Tora zo Τώρα ζω M: Peter Yiannakis; T: Peter Yiannakis, Fivos Gavris | Griechisch               | Jetzt lebe ich                         | 20 / 20                                          | 4                                                | Kein Halbfinale stattgefunden                    | Kein Halbfinale stattgefunden                    | interne Auswahl                                   |
| 1987 | Alexia Αλέξια                                                         | Aspro-mavro Άσπρο – μαύρο M: Andreas Papapaulou; T: Maria Papapaulou | Griechisch               | Weiß-schwarz                           | 7 / 22                                           | 80                                               | Kein Halbfinale stattgefunden                    | Kein Halbfinale stattgefunden                    | interne Auswahl                                   |
| 1988 | Giannis Dimitriou Γιάννης Δημητρίου                                   | Thimame Θυμάμαι M: John Vickers; T: Aristos Moskovaki | Griechisch               | Erinnern                               | Teilnahme zurückgezogen Lied regelwidrig         | Teilnahme zurückgezogen Lied regelwidrig         | Teilnahme zurückgezogen Lied regelwidrig         | Teilnahme zurückgezogen Lied regelwidrig         | interne Auswahl                                   |
| 1989 | Fani Polymeri & Giannis Savvidakis Φανή Πολυμέρη & Γιάννης Σαββιδάκης | Apopse as vrethoume Απόψε ας βρεθούμε M: Marios Meletiou; T: Efi Meletiou                                                                                                 | Griechisch               | Befinden wir uns heute Nacht           | 11 / 22                                          | 51                                               | Kein Halbfinale stattgefunden                    | Kein Halbfinale stattgefunden                    | interne Auswahl                                   |
| 1990 | Haris Anastasiou Χάρης Αναστασίου                                     | Milas poli Μιλάς πολύ M: John Vickers; T: Haris Anastasiou | Griechisch               | Du redest zu viel                      | 14 / 22                                          | 36                                               | Kein Halbfinale stattgefunden                    | Kein Halbfinale stattgefunden                    | Nationaler Vorentscheid                           |
| 1991 | Elena Patroklou Ελενα Πατρόκλου                                       | S.O.S. M: Kypros Charalambus; T: Andreas Christou | Griechisch               | –                                      | 9 / 22                                           | 60                                               | Kein Halbfinale stattgefunden                    | Kein Halbfinale stattgefunden                    | Nationaler Vorentscheid                           |
| 1992 | Evridiki Ευριδίκη                                                     | Teriazoume Ταιριάζουμε M/T: Giorgos Theophanous, Leonidas Malenis | Griechisch               | Wir vertragen uns                      | 11 / 23                                          | 57                                               | Kein Halbfinale stattgefunden                    | Kein Halbfinale stattgefunden                    | Nationaler Vorentscheid                           |
| 1993 | Zymboulakis & van Beke Ζυμπουλάκης & van Beke                         | Mi stamatas Μη σταματάς M: Aristos Moskovakis; T: Rodoula Papalambrianou                                                                                                  | Griechisch               | Hör nicht auf                          | 19 / 25                                          | 17                                               | Kein Halbfinale stattgefunden                    | Kein Halbfinale stattgefunden                    | Nationaler Vorentscheid                           |
| 1994 | Evridiki Ευριδίκη                                                     | Ime anthropos ki ego Είμαι άνθρωπος κι εγώ M/T: Giorgos Theophanous | Griechisch               | Ich bin auch ein Mensch                | 11 / 25                                          | 51                                               | Direkt für das Finale qualifiziert               | Direkt für das Finale qualifiziert               | Nationaler Vorentscheid                           |
| 1995 | Alexandros Panayi Αλέξανδρος Παναγής                                  | Sti fotia Στη φωτιά M/T: Alexandros Panayi | Griechisch               | Im Feuer                               | 9 / 23                                           | 79                                               | Direkt für das Finale qualifiziert               | Direkt für das Finale qualifiziert               | Nationaler Vorentscheid                           |
| 1996 | Constantinos Κωνσταντίνος                                             | Mono gia mas Μόνο για μας M: Andreas Giorgallis; T: Rodoula Papalambrianou                                                                                                | Griechisch               | Nur für uns                            | 9 / 23                                           | 72                                               | 15 / 29                                          | 42                                               | Nationaler Vorentscheid                           |
| 1997 | Hara & Andreas Konstantinou Χαρά & Ανδρέας Κωνσταντίνου               | Mana mou Μάνα μου M/T: Constantina Konstantinou | Griechisch               | Mutterland                             | 5 / 25                                           | 98                                               | Direkt für das Finale qualifiziert               | Direkt für das Finale qualifiziert               | Nationaler Vorentscheid                           |
| 1998 | Michalis Hatzigiannis Μιχάλης Χατζηγιάννης                            | Genesis Γένεσις M: Michael Hajiyanni; T: Zenon Zindilis | Griechisch               | –                                      | 11 / 25                                          | 37                                               | Direkt für das Finale qualifiziert               | Direkt für das Finale qualifiziert               | Nationaler Vorentscheid                           |
| 1999 | Marlain Μαρλαίν                                                       | Tha ’ne erotas Θά 'ναι έρωτας M: Yiorgos Kallis; T: Andreas Karanicolas                                                                                                   | Griechisch               | Es wird Liebe sein                     | 22 / 23                                          | 2                                                | Direkt für das Finale qualifiziert               | Direkt für das Finale qualifiziert               | Nationaler Vorentscheid                           |
| 2000 | Voice                                                                 | Nomiza Νόμιζα M: A. Panayi; T: A. Panayi, Silvia M. Klemm | Griechisch, Italienisch  | Ich habe geglaubt                      | 21 / 24                                          | 8                                                | Direkt für das Finale qualifiziert               | Direkt für das Finale qualifiziert               | Nationaler Vorentscheid                           |
| 2001 | Nicht qualifiziert                                                    | Nicht qualifiziert | Nicht qualifiziert       | Nicht qualifiziert                     | Nicht qualifiziert                               | Nicht qualifiziert                               | Nicht qualifiziert                               | Nicht qualifiziert                               | Nicht qualifiziert                                |
| 2002 | One                                                                   | Gimme M/T: Giorgos Theophanous | Englisch                 | Gib mir                                | 6 / 24                                           | 85                                               | Direkt für das Finale qualifiziert               | Direkt für das Finale qualifiziert               | interne Auswahl                                   |
| 2003 | Stelios Konstantas Στέλιος Κωνσταντάς                                 | Feeling Alive M/T: Stelios Constantas | Englisch                 | Ich fühle mich lebendig                | 20 / 26                                          | 15                                               | Direkt für das Finale qualifiziert               | Direkt für das Finale qualifiziert               | interne Auswahl                                   |
| 2004 | Lisa Andreas                                                          | Stronger Every Minute M/T: Mike Connaris | Englisch                 | Jede Minute stärker                    | 5 / 24                                           | 170                                              | 5 / 22                                           | 149                                              | Nationaler Vorentscheid                           |
| 2005 | Constantinos Κωνσταντίνος Χριστοφόρου                                 | Ela ela Ελα Ελα M/T: Constantinos Christoforou | Englisch                 | Komm, komm                             | 18 / 24                                          | 46                                               | Direkt für das Finale qualifiziert               | Direkt für das Finale qualifiziert               | Nationaler Vorentscheid                           |
| 2006 | Annette Artani                                                        | Why Angels Cry M/T: Peter Yiannakis | Englisch                 | Warum Engel weinen                     | Ausgeschieden                                    | Ausgeschieden                                    | 15 / 23                                          | 57                                               | A Song for Europe 2006                            |
| 2007 | Evridiki Ευριδίκη                                                     | Comme ci, comme ça M: Dimitris Korgialas; T: Poseidonas Giannopoulos | Französisch              | So la la                               | Ausgeschieden                                    | Ausgeschieden                                    | 15 / 28                                          | 65                                               | interne Auswahl                                   |
| 2008 | Evdokia Kadi Ευδοκία Καδή                                             | Femme fatale M: Nicos Evagelou; T: Vangelis Evangelou | Griechisch               | Schicksalsschwere Frau                 | Ausgeschieden                                    | Ausgeschieden                                    | 15 / 19                                          | 36                                               | Nationaler Vorentscheid                           |
| 2009 | Christina Metaxa Χριστίνα Μεταξά                                      | Firefly M/T: Nikolas Metaxas | Englisch                 | Glühwürmchen                           | Ausgeschieden                                    | Ausgeschieden                                    | 14 / 19                                          | 32                                               | Nationaler Vorentscheid                           |
| 2010 | Jon Lilygreen & The Islanders                                         | Life Looks Better in Spring M: Nasos Lambrianides, Melis Konstantinou; T: Nasos Lambrianides                                                                              | Englisch                 | Das Leben sieht besser aus im Frühling | 21 / 25                                          | 27                                               | 10 / 17                                          | 67                                               | Eurovision 2010: Epilogi tis Kipriakis Simmetohis |
| 2011 | Christos Mylordos Χρίστος Μυλόρδος                                    | San aggelos s’agapisa Σαν άγγελος σ' αγάπησα M: Andreas Anastasiou; T: Michalis Antoniou                                                                                  | Griechisch               | Ich liebte dich wie einen Engel        | Ausgeschieden                                    | Ausgeschieden                                    | 18 / 19                                          | 16                                               | Performance 2011                                  |
| 2012 | Ivi Adamou Ήβη Αδάμου                                                 | La La Love M/T: Alex Papakonstantinou, Björn Djupström, Alexandra Zakka, Viktor Svensson                                                                                  | Englisch                 | La La Liebe                            | 16 / 26                                          | 65                                               | 7 / 18                                           | 91                                               | A Song for Ivi                                    |
| 2013 | Despina Olympiou Δέσποινα Ολυμπίου                                    | An me thimase Aν με θυμάσαι M: Andreas Giorgallis; T: Zenon Zindilis | Griechisch               | Wenn du dich an mich erinnerst         | Ausgeschieden                                    | Ausgeschieden                                    | 15 / 16                                          | 11                                               | interne Auswahl                                   |
| 2014 | Auf Teilnahme verzichtet                                              | Auf Teilnahme verzichtet | Auf Teilnahme verzichtet | Auf Teilnahme verzichtet               | Auf Teilnahme verzichtet                         | Auf Teilnahme verzichtet                         | Auf Teilnahme verzichtet                         | Auf Teilnahme verzichtet                         | Auf Teilnahme verzichtet                          |
| 2015 | John Karayiannis Γιάννης Καραγιάννης                                  | One Thing I Should Have Done M/T: John Karagiannis, Mike Connaris | Englisch                 | Eine Sache, die ich hätte tun sollen   | 22 / 27                                          | 11                                               | 6 / 17                                           | 87                                               | Eurovision Song Project                           |
| 2016 | Minus One                                                             | Alter Ego M/T: Thomas G:son, Minus One | Englisch                 | Alter Ego                              | 21 / 26                                          | 96                                               | 8 / 18                                           | 164                                              | interne Auswahl                                   |
| 2017 | Hovig Χουίγ / Հովիկ                                                   | Gravity M/T: Thomas G:son | Englisch                 | Schwerkraft                            | 21 / 26                                          | 68                                               | 5 / 18                                           | 164                                              | interne Auswahl                                   |
| 2018 | Eleni Foureira Ελένη Φουρέιρα                                         | Fuego M/T: Alex Papaconstantinou, Geraldo Sandell, Anderz Wrethov, Viktor Svensson, Didrick                                                                               | Englisch, Spanisch       | Feuer                                  | 2 / 26                                           | 436                                              | 2 / 19                                           | 262                                              | interne Auswahl                                   |
| 2019 | Tamta Τάμτα                                                           | Replay M/T: Alex Papaconstantinou, Geraldo Sandell („Teddy Sky“), Kristoffer Fogelmark, Albin Nedler, Viktor Svensson                                                     | Englisch                 | Wiederholung                           | 13 / 26                                          | 109                                              | 9 / 17                                           | 149                                              | interne Auswahl                                   |
| 2020 | Sandro Σάντρο                                                         | Running M: Alfie Arcuri, Sebastian Rickards, Octavian Rasinariu, Sandro, Teo DK; T: Alfie Arcuri, Sebastian Rickards, Octavian Rasinariu, Sandro                          | Englisch                 | Rennen                                 | Absage wegen der COVID-19-Pandemie durch die EBU | Absage wegen der COVID-19-Pandemie durch die EBU | Absage wegen der COVID-19-Pandemie durch die EBU | Absage wegen der COVID-19-Pandemie durch die EBU | interne Auswahl                                   |
| 2021 | Elena Tsagrinou Έλενα Τσαγκρινού                                      | El diablo M/T: Jimmy „Joker“ Thörnfeldt, Laurell Barker, Oxa, Thomas Stengaard                                                                                            | Englisch, Spanisch       | Der Teufel                             | 16 / 26                                          | 94                                               | 6 / 16                                           | 170                                              | interne Auswahl                                   |
| 2022 | Andromache Ανδρομάχη                                                  | Ela M/T: Alex P, Arash Labaf, Eyelar Mirzazadeh, Fatjon Miftaraj, Filloreta Raci Fifi, Geraldo Sandell, Giorgos Papadopoulos, Robert Uhlmann, Viktor Svensson, Yll Limani | Englisch, Griechisch     | Komm                                   | Ausgeschieden                                    | Ausgeschieden                                    | 12 / 18                                          | 63                                               | interne Auswahl                                   |
| 2023 | Andrew Lambrou Άντριου Λάμπρου                                        | Break a Broken Heart M/T: Jimmy Jansson, Jimmy „Joker“ Thörnfeldt, Marcus Winther-John, Thomas Stengaard                                                                  | Englisch                 | Breche ein gebrochenes Herz            | 12 / 26                                          | 126                                              | 7 / 16                                           | 94                                               | interne Auswahl                                   |
| 2024 | Silia Kapsis                                                          | Liar M/T: Dimitris Kontopoulos, Elke Tiel | Englisch                 | Lügner                                 | 15 / 25                                          | 78                                               | 6 / 15                                           | 67                                               | interne Auswahl                                   |
| 2025 | Theo Evan                                                             | Shh M/T: Dimitris Kontopoulos, Elke Tiel, Elsie Bay, Lasse Nymann, Linda Dale                                                                                             | Englisch                 | –                                      | Ausgeschieden                                    | Ausgeschieden                                    | 11 / 15                                          | 44                                               | interne Auswahl                                   |

## Kommentatoren und Punktesprecher
| Jahr | Kommentator                                  | Punktesprecher            |
| ---- | -------------------------------------------- | ------------------------- |
| 1981 | Fryni Papadopoulou                           | Anna Partelidou           |
| 1982 | Fryni Papadopoulou                           | Anna Partelidou           |
| 1983 | Fryni Papadopoulou                           | Anna Partelidou           |
| 1984 | Pavlos Pavlou                                | Anna Partelidou           |
| 1985 | Themis Themistokleous                        | Anna Partelidou           |
| 1986 | Themis Themistokleous                        | Anna Partelidou           |
| 1987 | Themis Themistokleous                        | Anna Partelidou           |
| 1988 | Daphne Bokota                                | Auf Teilnahme verzichtet  |
| 1989 | Neophytos Taliotis                           | Anna Partelidou           |
| 1990 | Neophytos Taliotis                           | Anna Partelidou           |
| 1991 | Evi Papamichael                              | Anna Partelidou           |
| 1992 | Evi Papamichael                              | Anna Partelidou           |
| 1993 | Evi Papamichael                              | Anna Partelidou           |
| 1994 | Evi Papamichael                              | Anna Partelidou           |
| 1995 | Evi Papamichael                              | Andreas Iakovidis         |
| 1996 | Evi Papamichael                              | Marios Skordis            |
| 1997 | Evi Papamichael                              | Marios Skordis            |
| 1998 | Evi Papamichael                              | Marina Maleni             |
| 1999 | Evi Papamichael                              | Marina Maleni             |
| 2000 | Evi Papamichael                              | Loukas Hamatsos           |
| 2001 | Evi Papamichael                              | Nicht qualifiziert        |
| 2002 | Evi Papamichael                              | Melani Steliou            |
| 2003 | Evi Papamichael                              | Loukas Hamatsos           |
| 2004 | Evi Papamichael                              | Loukas Hamatsos           |
| 2005 | Evi Papamichael                              | Melani Steliou            |
| 2006 | Evi Papamichael                              | Constantinos Christoforou |
| 2007 | Vaso Komninou                                | Giannis Haralambous       |
| 2008 | Melina Karageorgiou                          | Hristina Marouhou         |
| 2009 | Melina Karageorgiou                          | Sophia Paraskeva          |
| 2010 | Melina Karageorgiou                          | Christina Metaxa          |
| 2011 | Melina Karageorgiou                          | Loukas Hamatsos           |
| 2012 | Melina Karageorgiou                          | Loukas Hamatsos           |
| 2013 | Melina Karageorgiou                          | Loukas Hamatsos           |
| 2014 | Melina Karageorgiou                          | Auf Teilnahme verzichtet  |
| 2015 | Melina Karageorgiou                          | Loukas Hamatsos           |
| 2016 | Melina Karageorgiou                          | Loukas Hamatsos           |
| 2017 | Tasos Tryfonos & Christiana Artemiou         | John Karayiannis          |
| 2018 | Costas Constantinou & Vaso Komninou          | Hovig                     |
| 2019 | Evridiki & Tasos Trifonos                    | Hovig                     |
| 2021 | Louis Patsalides                             | Loukas Hamatsos           |
| 2022 | Melina Karageorgiou & Alexandros Taramountas | Loukas Hamatsos           |
| 2023 | Melina Karageorgiou & Alexandros Taramountas | Loukas Hamatsos           |
| 2024 | Melina Karageorgiou & Hovig                  | Loukas Hamatsos           |
| 2025 | Melina Karageorgiou & Alexandros Taramountas | Loukas Hamatsos           |

## Sprachen
Amtssprachen der Republik Zypern sind Griechisch und Türkisch, wobei in den Jahren, in denen jedes Land in einer Landessprache singen musste, alle Beiträge auf Griechisch vorgestellt wurden. Auch nach dem Fall der Sprachregel 1999 wurde der Beitrag in diesem Jahr auf Griechisch gesungen, im Folgejahr auf Griechisch und Italienisch. Daraufhin wurden die zyprischen Beiträge überwiegend auf Englisch gesungen, lediglich 2008, 2011 und 2013 wurde auf Griechisch gesungen; 2005 war nur die Titelzeile Griechisch. 2007 wurde Comme ci, comme ça vollständig auf Französisch vorgestellt. Fast alle im Original auf Griechisch gesungenen Lieder wurden auch auf Englisch aufgenommen. Ausnahmen waren die Jahre 1981, 1986, 1994 und 2000. Andere Beiträge wurden auch in anderen Sprachen wie Italienisch (1993, 1995, 1996, 2000) und Französisch (1992, 1994, 1996) aufgenommen und veröffentlicht. Seit 2015 sendete das Land hauptsächlich englischsprachige Beiträge – das Lied Fuego von Eleni Foureira aus dem Jahr 2018 weist einen spanischen Titel auf, welcher im Refrain öfter wiederholt wurde. Zudem wurden Teile der Beiträge von 2021 und 2022 auf Spanisch bzw. Griechisch gesungen.

## Nationale Vorentscheide
Der Großteil der zypriotischen Beiträge wurde über eine nationale Vorentscheidung ausgewählt. Lediglich 1981 bis 1983, 1985 bis 1987, 1989, 2002, 2003, 2007, 2013 sowie seit 2016 wurden die Beiträge intern ausgewählt. Alle anderen Beiträge wurden in verschiedenen Vorentscheidsformaten ermittelt.

### 1984, 1990 bis 2000
1984 fand erstmals ein nationaler Vorentscheid mit vier Teilnehmern statt, wo eine Jury den Sieger bestimmte. 1990 wurde wieder eine Vorausscheidung im Fernsehen übertragen. An ihr nahmen zehn Künstler teil, unter denen eine Jury den Sieger kürte. In den darauffolgenden Jahren nahmen jeweils acht Sänger teil (lediglich 1995 waren es sieben, da ein Beitrag zurückgezogen wurde) und eine Zuschauerjury mit 24 Mitgliedern wählte den Favoriten, ab 1995 war eine Expertenjury zuständig. 1999 und 2000 nahmen mehr Künstler teil, gewählt wurde aber weiterhin per Expertenjury.

### 2004, 2008 und 2010
2004 und 2010 fand ein Vorentscheid mit zehn Teilnehmern statt; gewählt wurde zu 50 % per Jury und erstmals auch zu 50 % per Televoting. Auch 2008 wurde dieses System angewendet, allerdings hatte das Televoting eine Mehrheit, die 60 % betrug.

### 2006 und 2009
2006 fanden vor dem Finale zwei Halbfinalrunden mit je zehn Teilnehmern statt, von denen sich jeweils die fünf besten qualifizierten. Abgestimmt wurde erstmals ausschließlich per Telefon. Auch 2009 wurde ausschließlich per Televoting abgestimmt. Dieses Mal fand allerdings nur ein Finale mit zehn Kandidaten statt.

### 2011
Für 2011 entschied man sich für die Castingshow Performance, um den Teilnehmer zu ermitteln und wählte dann den Song für den Sieger intern aus.

### 2012
2012 wurde die Sängerin intern und der Beitrag öffentlich ausgewählt. Aus drei Titeln wählten Jury und Publikum La La Love als Siegertitel.

### 2015
2015 fand eine groß angelegte Vorentscheidung statt, an der nur zypriotische Sänger teilnehmen konnten. Während in den Auditions lediglich eine Jury die Qualifikanten bestimmte, wählte im Finale das Publikum zu 50 % und zu 50 % die Jury den Sieger aus sechs Interpreten sowie deren Liedern aus.

## Punktevergabe
Folgende Länder erhielten die meisten Punkte von oder vergaben die meisten Punkte an die Republik Zypern (Stand: 2025):
| Die meisten im Finale vergebenen Punkte | Die meisten im Finale vergebenen Punkte | Die meisten im Finale vergebenen Punkte |
| Platz                                   | Land                                    | Punkte                                  |
| --------------------------------------- | --------------------------------------- | --------------------------------------- |
| 1                                       | Griechenland                            | 421                                     |
| 2                                       | Italien                                 | 163                                     |
| 3                                       | Frankreich                              | 150                                     |
| 4                                       | Schweden                                | 149                                     |
| 5                                       | Spanien                                 | 143                                     |

| Die meisten im Finale erhaltenen Punkte | Die meisten im Finale erhaltenen Punkte | Die meisten im Finale erhaltenen Punkte |
| Platz                                   | Land                                    | Punkte                                  |
| --------------------------------------- | --------------------------------------- | --------------------------------------- |
| 1                                       | Griechenland                            | 369                                     |
| 2                                       | Malta                                   | 105                                     |
| 3                                       | Vereinigtes Königreich                  | 090                                     |
| 4                                       | Spanien                                 | 078                                     |
| 5                                       | Schweden                                | 072                                     |

| Die meisten insgesamt vergebenen Punkte | Die meisten insgesamt vergebenen Punkte | Die meisten insgesamt vergebenen Punkte |
| Platz                                   | Land                                    | Punkte                                  |
| --------------------------------------- | --------------------------------------- | --------------------------------------- |
| 1                                       | Griechenland                            | 568                                     |
| 2                                       | Schweden                                | 227                                     |
| 3                                       | Russland                                | 193                                     |
| 4                                       | Ukraine                                 | 189                                     |
| 5                                       | Israel                                  | 180                                     |

| Die meisten insgesamt erhaltenen Punkte | Die meisten insgesamt erhaltenen Punkte | Die meisten insgesamt erhaltenen Punkte |
| Platz                                   | Land                                    | Punkte                                  |
| --------------------------------------- | --------------------------------------- | --------------------------------------- |
| 1                                       | Griechenland                            | 522                                     |
| 2                                       | Vereinigtes Königreich                  | 165                                     |
| 3                                       | Malta                                   | 151                                     |
| 4                                       | Armenien                                | 150                                     |
| 5                                       | Albanien                                | 130                                     |

### Vergaben der Höchstwertung
Seit 1981 vergab die Republik Zypern die Höchstpunktzahl an 14 verschiedene Länder, davon 31 Mal an Griechenland. Im Halbfinale dagegen vergab die Republik Zypern die Höchstpunktzahl an zwölf verschiedene Länder, davon zehnmal an Griechenland.
| Höchstwertung (Finale) | Höchstwertung (Finale)   | Höchstwertung (Finale)   |
| Jahr                   | Land                     | Platz (Finale)           |
| ---------------------- | ------------------------ | ------------------------ |
| 1981                   | Irland                   | 5                        |
| 1982                   | Deutschland              | 1                        |
| 1983                   | Griechenland             | 14                       |
| 1984                   | Schweden                 | 1                        |
| 1985                   | Deutschland              | 2                        |
| 1986                   | Jugoslawien              | 11                       |
| 1987                   | Griechenland             | 10                       |
| 1988                   | Teilnahme zurückgezogen  | Teilnahme zurückgezogen  |
| 1989                   | Griechenland             | 9                        |
| 1990                   | Italien                  | 1                        |
| 1991                   | Spanien                  | 4                        |
| 1992                   | Griechenland             | 5                        |
| 1993                   | Griechenland             | 9                        |
| 1994                   | Griechenland             | 14                       |
| 1995                   | Griechenland             | 12                       |
| 1996                   | Portugal                 | 6                        |
| 1997                   | Griechenland             | 12                       |
| 1998                   | Griechenland             | 20                       |
| 1999                   | Island                   | 2                        |
| 2000                   | Russland                 | 2                        |
| 2001                   | Nicht qualifiziert       | Nicht qualifiziert       |
| 2002                   | Griechenland             | 17                       |
| 2003                   | Griechenland             | 17                       |
| 2004                   | Griechenland             | 3                        |
| 2005                   | Griechenland             | 1                        |
| 2006                   | Griechenland             | 9                        |
| 2007                   | Griechenland             | 7                        |
| 2008                   | Griechenland             | 3                        |
| 2009                   | Griechenland             | 7                        |
| 2010                   | Griechenland             | 8                        |
| 2011                   | Griechenland             | 7                        |
| 2012                   | Griechenland             | 17                       |
| 2013                   | Griechenland             | 6                        |
| 2014                   | Auf Teilnahme verzichtet | Auf Teilnahme verzichtet |
| 2015                   | Italien                  | 3                        |
| 2016                   | Russland (J)             | 3                        |
| 2016                   | Bulgarien (T)            | 4                        |
| 2017                   | Griechenland (J & T)     | 19                       |
| 2018                   | Schweden (J)             | 7                        |
| 2018                   | Bulgarien (T)            | 14                       |
| 2019                   | Griechenland (J & T)     | 21                       |
| 2020                   | Wettbewerb abgesagt      | Wettbewerb abgesagt      |
| 2021                   | Griechenland (J & T)     | 10                       |
| 2022                   | Griechenland (J)         | 8                        |
| 2022                   | Ukraine (T)              | 1                        |
| 2023                   | Schweden (J)             | 1                        |
| 2023                   | Israel (T)               | 3                        |
| 2024                   | Kroatien (J)             | 2                        |
| 2024                   | Griechenland (T)         | 11                       |
| 2025                   | Griechenland (J & T)     | 6                        |

| Höchstwertung (Halbfinale) | Höchstwertung (Halbfinale) | Höchstwertung (Halbfinale) |
| Jahr                       | Land                       | Platz (Halbfinale)         |
| -------------------------- | -------------------------- | -------------------------- |
| 2004                       | Griechenland               | 3                          |
| 2005                       | Rumänien                   | 1                          |
| 2006                       | Armenien                   | 6                          |
| 2007                       | Bulgarien                  | 6                          |
| 2008                       | Georgien                   | 5                          |
| 2009                       | Griechenland               | 4                          |
| 2010                       | Armenien                   | 6                          |
| 2011                       | Schweden                   | 1                          |
| 2012                       | Griechenland               | 4                          |
| 2013                       | Ukraine                    | 3                          |
| 2014                       | Auf Teilnahme verzichtet   | Auf Teilnahme verzichtet   |
| 2015                       | Schweden                   | 1                          |
| 2016                       | Russland (J)               | 1                          |
| 2016                       | Griechenland (T)           | 16                         |
| 2017                       | Griechenland (J & T)       | 10                         |
| 2018                       | Israel (J)                 | 1                          |
| 2018                       | Griechenland (T)           | 14                         |
| 2019                       | Griechenland (J & T)       | 5                          |
| 2020                       | Wettbewerb abgesagt        | Wettbewerb abgesagt        |
| 2021                       | Malta (J)                  | 1                          |
| 2021                       | Litauen (T)                | 4                          |
| 2022                       | Schweden (J)               | 1                          |
| 2022                       | Serbien (T)                | 3                          |
| 2023                       | Griechenland               | 13                         |
| 2024                       | Ukraine                    | 2                          |
| 2025                       | Ukraine                    | 1                          |

## Verschiedenes
- Die Republik Zypern nimmt seit 1981 am Wettbewerb teil und konnte diesen seit dem noch nicht gewinnen. Mit 41 Teilnahmen (Stand 2025), wartet Zypern am längsten gemessen an der Anzahl der Teilnahmen auf einen Sieg. Zeitlich gemessen wartet Malta am längsten auf einen Sieg. Seit 1971 nimmt das Land teil, hat mit 37 Teilnahmen aber vier Teilnahmen weniger als Zypern.
- Seit der flächendeckenden Einführung des Televotings 1998 hat die Republik Zypern nahezu immer 12 Punkte an Griechenland vergeben und auch 12 Punkte aus Griechenland erhalten. 1998 war die Republik Zypern mit ihren zwölf Punkten gar das einzige Land, das Griechenland überhaupt Punkte vergab. Eine Ausnahme gab es 2015, als beide Länder ihre 12 Punkte an Italien vergaben. Griechenland gab der Republik Zypern 10 Punkte, während die Republik Zypern Griechenland nur 8 Punkte gab, da auch das Nachbarland Albanien beim Eurovision Song Contest ein Favorit im südeuropäischen Raum war. 2016, im ersten Jahr mit getrennter Jury- und Zuschauerwertung, scheiterte Griechenland erstmals im Halbfinale und konnte somit im Finale keine Punkte aus Zypern erhalten. Im Halbfinale hatten die griechischen und zyprischen Zuschauer sich gegenseitig erneut die Höchstpunktzahl zugesprochen, während sich die Jurys beider Länder für Russland entschieden hatten.
- 2003 hat die Republik Zypern erstmals Punkte an die Türkei vergeben, 2004 erstmals Punkte aus der Türkei erhalten.
- 2014 nahm die Republik Zypern erstmals freiwillig nicht am Eurovision Song Contest teil. Bisher gab es auch nur eine wegen Plagiatsvorwürfen zurückgenommene Teilnahme sowie eine wegen der schlechten Vorjahresplatzierungen nicht gestattete Teilnahme. Des Öfteren hingegen schaffte es die Republik Zypern bis 2013 nicht durch das Halbfinale.

## Impressionen

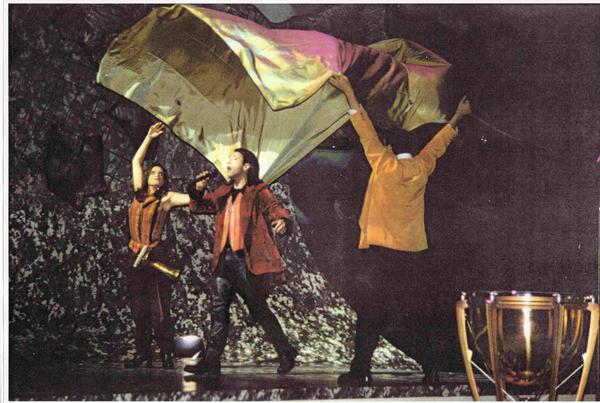
Alex Panayi 1995
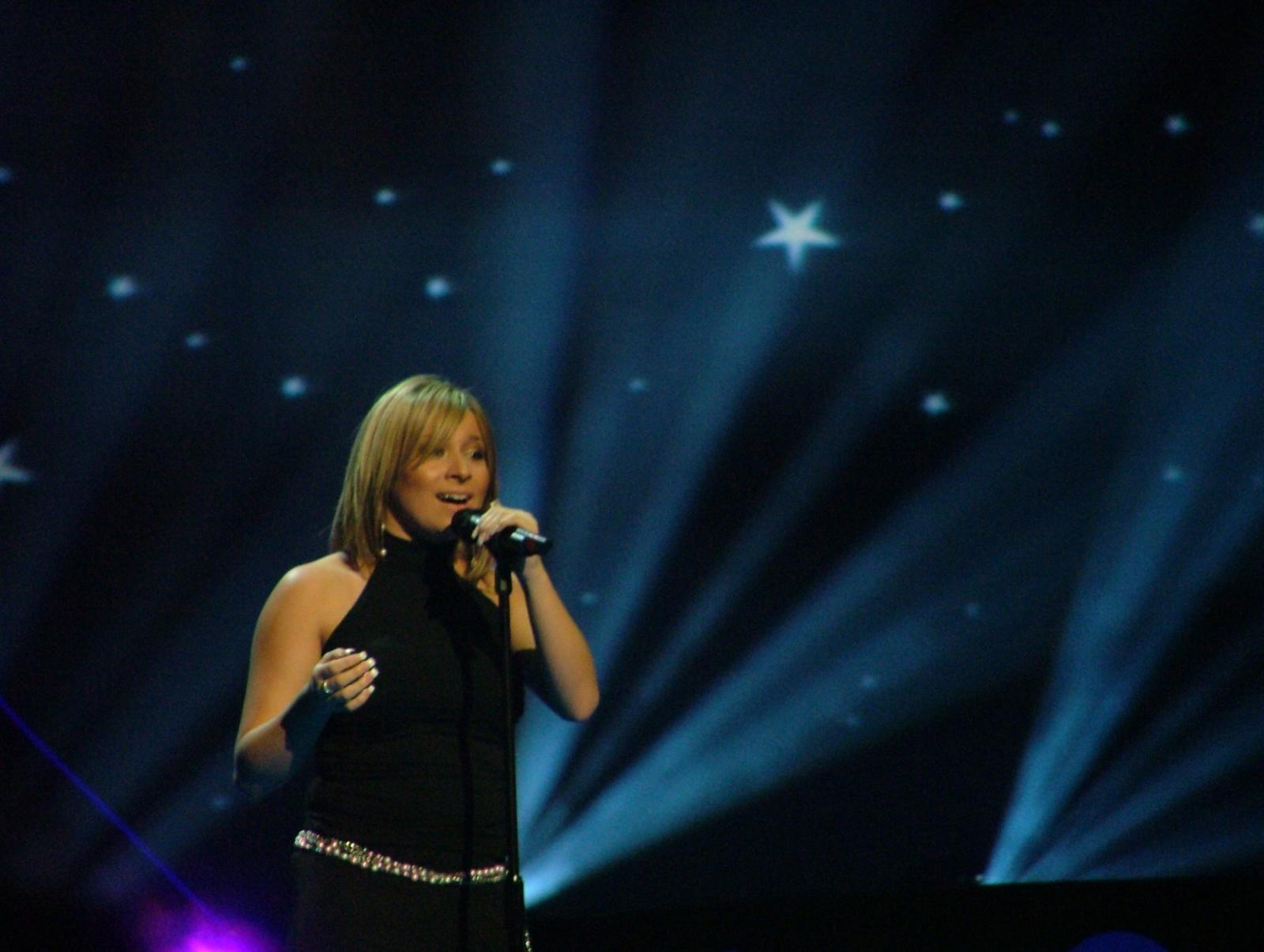
Lisa Andreas 2004
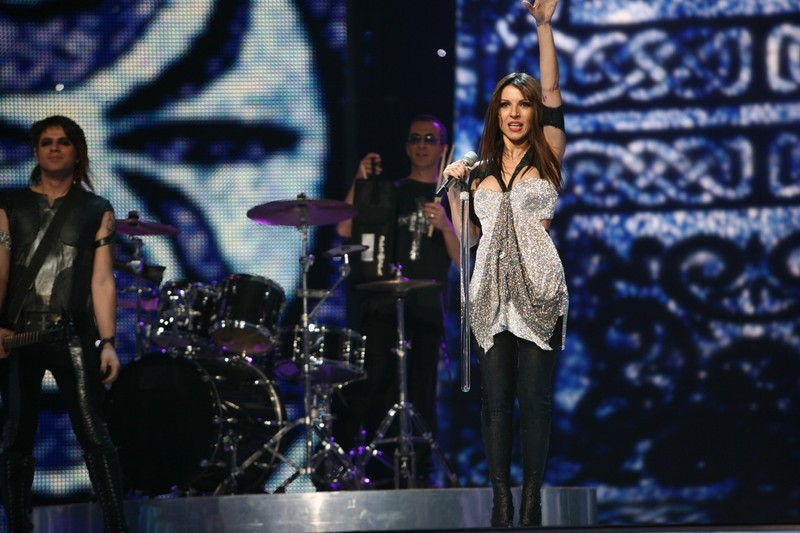
Evridiki 2007
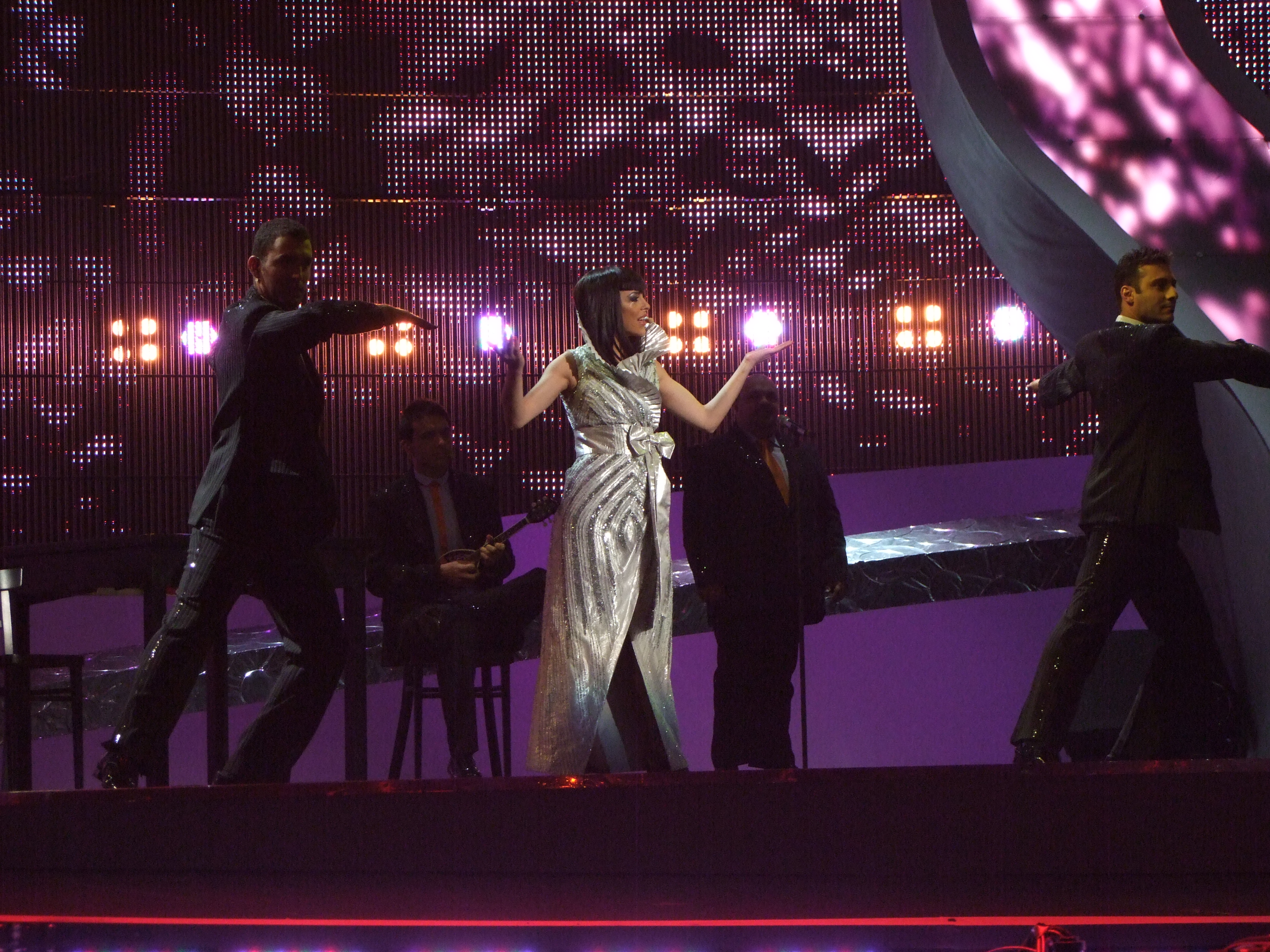
Evdokia Kadi 2008
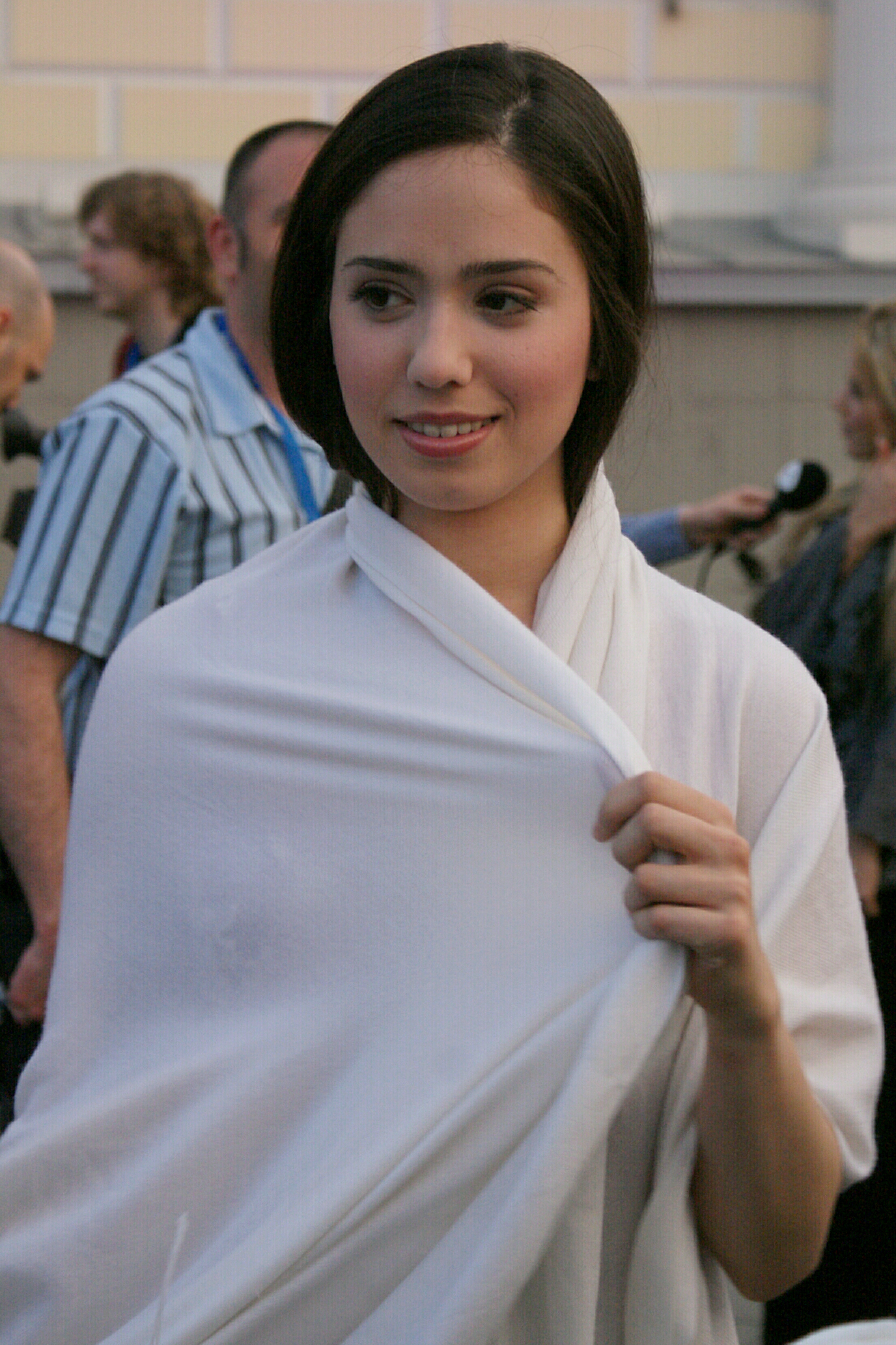
Christina Metaxa 2009
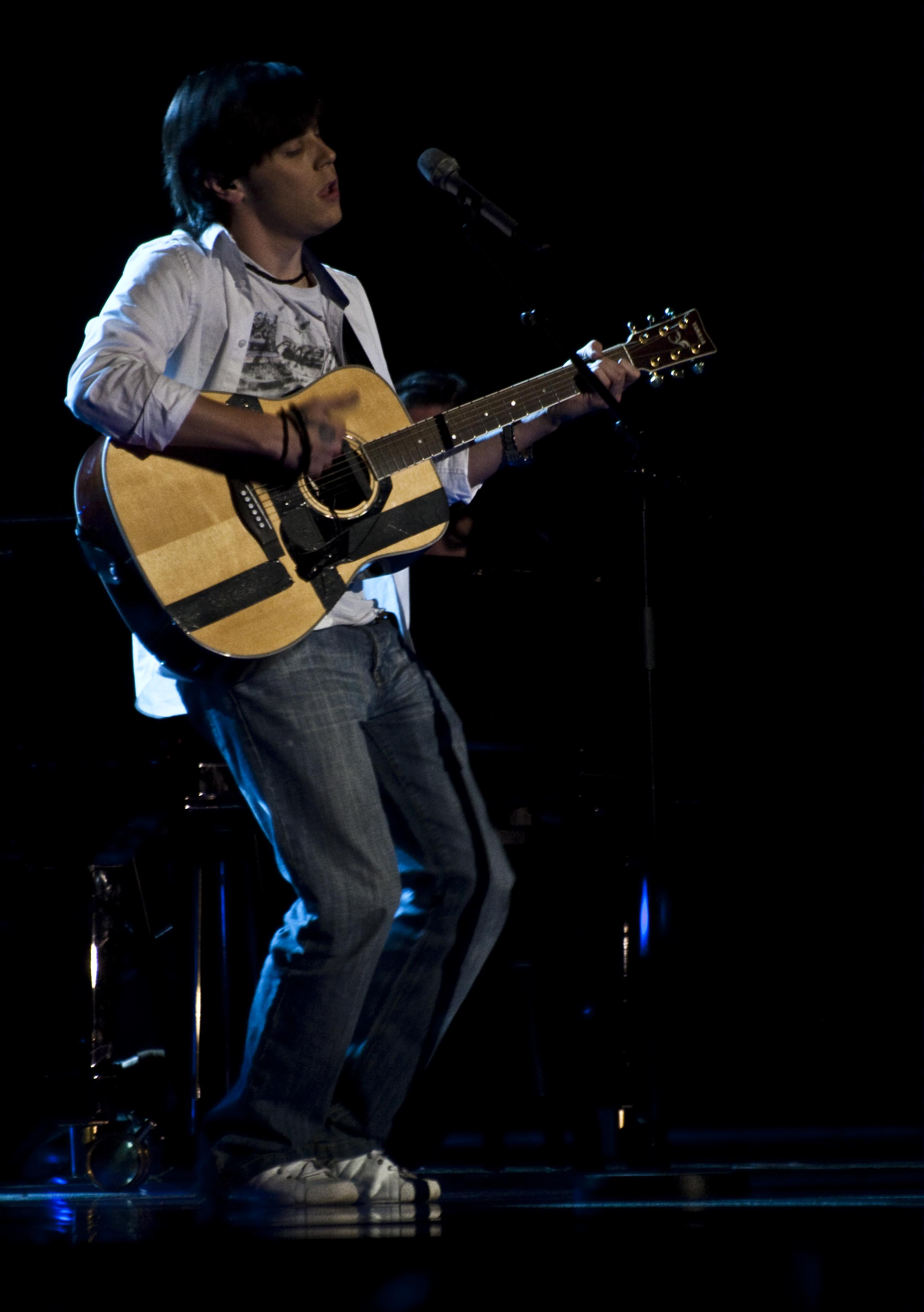
Jon Lilygreen & The Islanders 2010
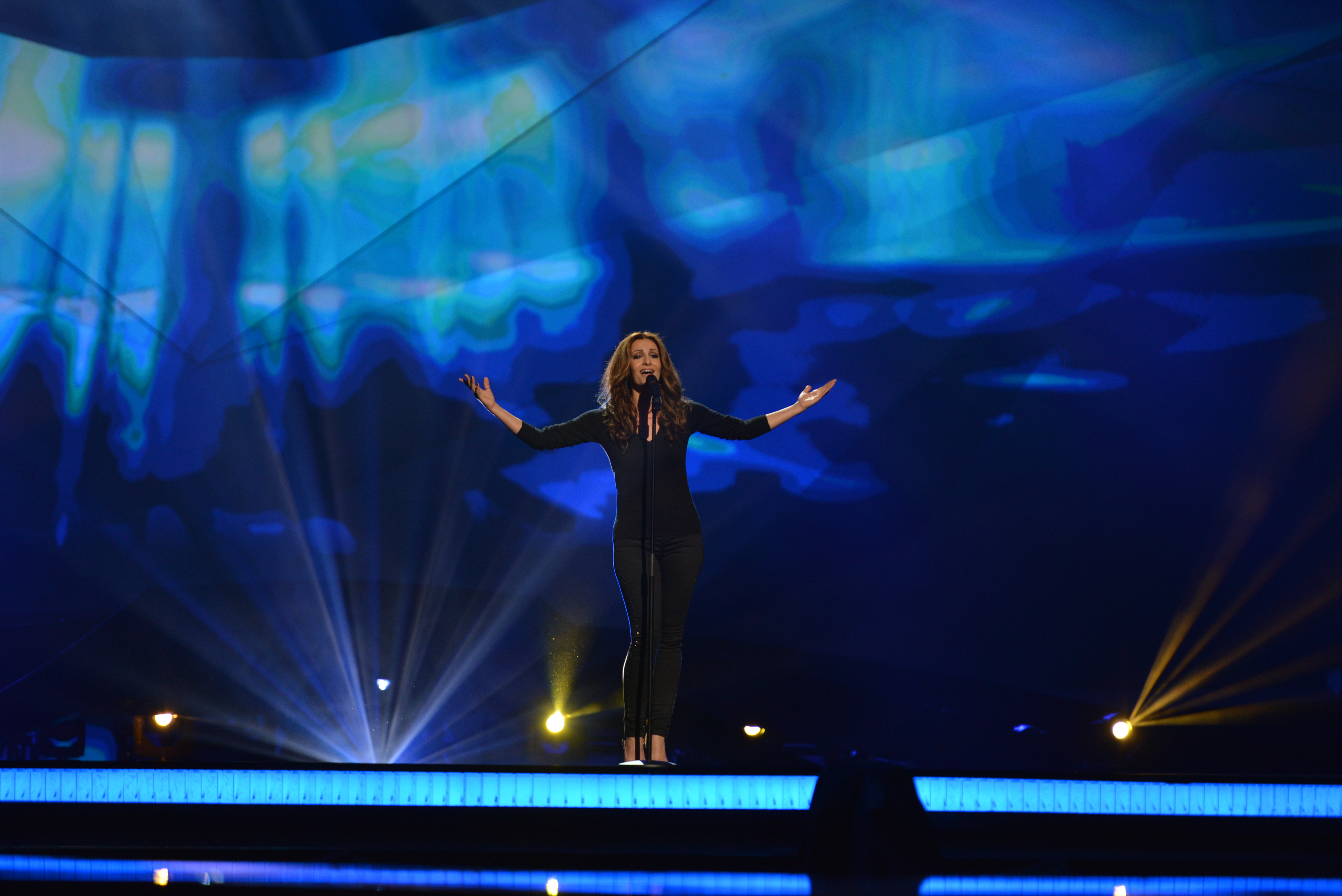
Despina Olympiou 2013
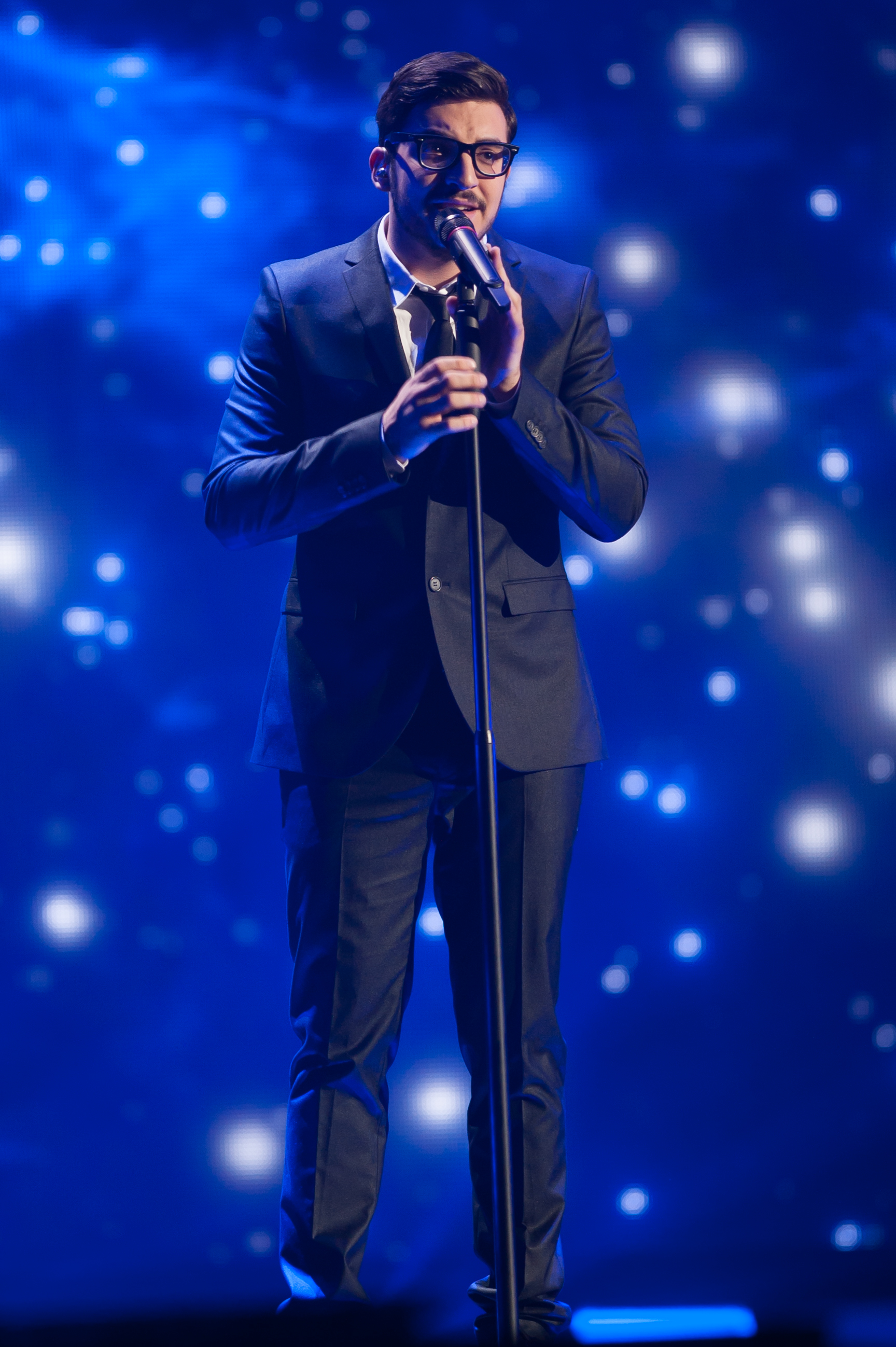
John Karayiannis 2015
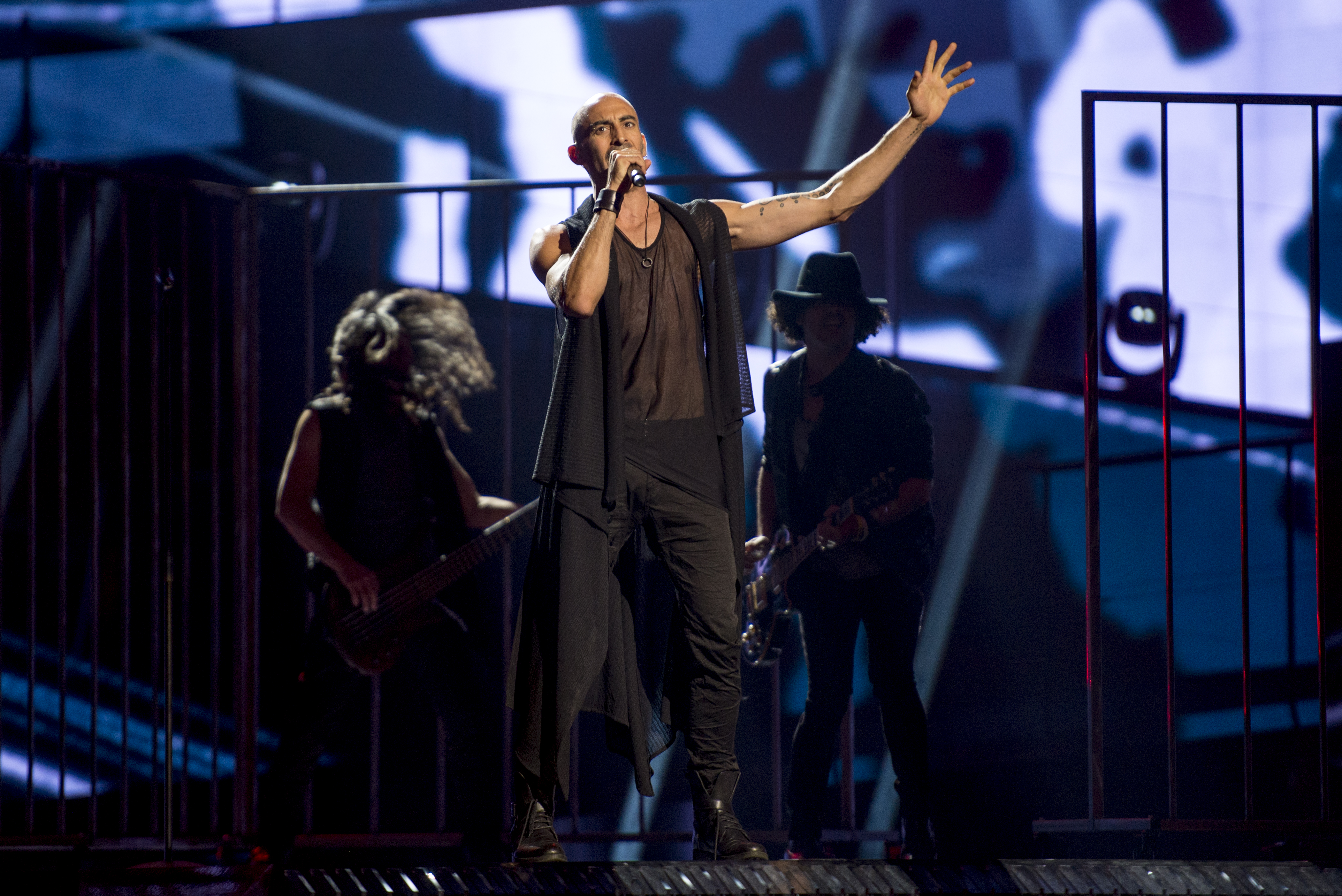
Minus One 2016
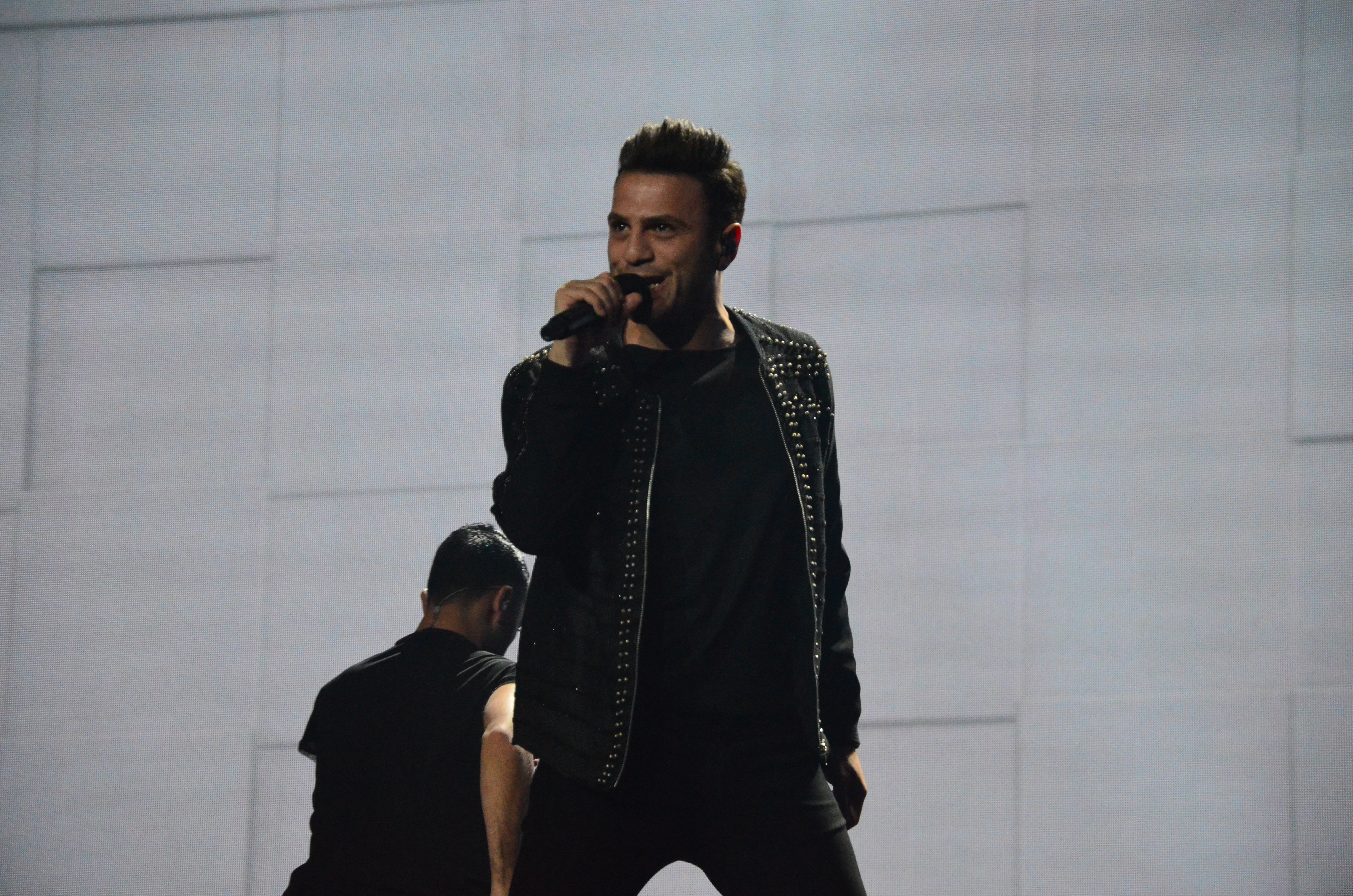
Hovig 2017
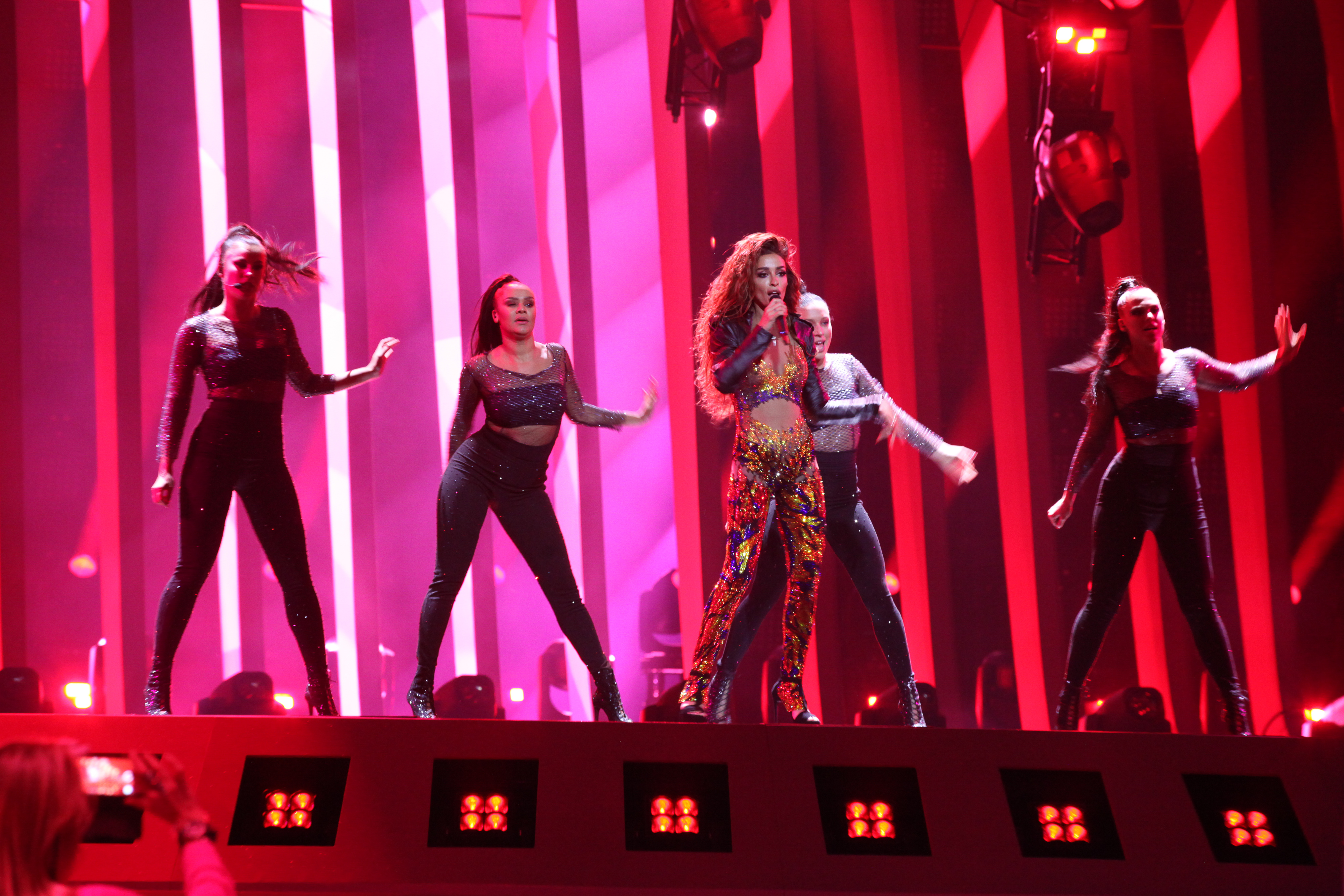
Eleni Foueria 2018
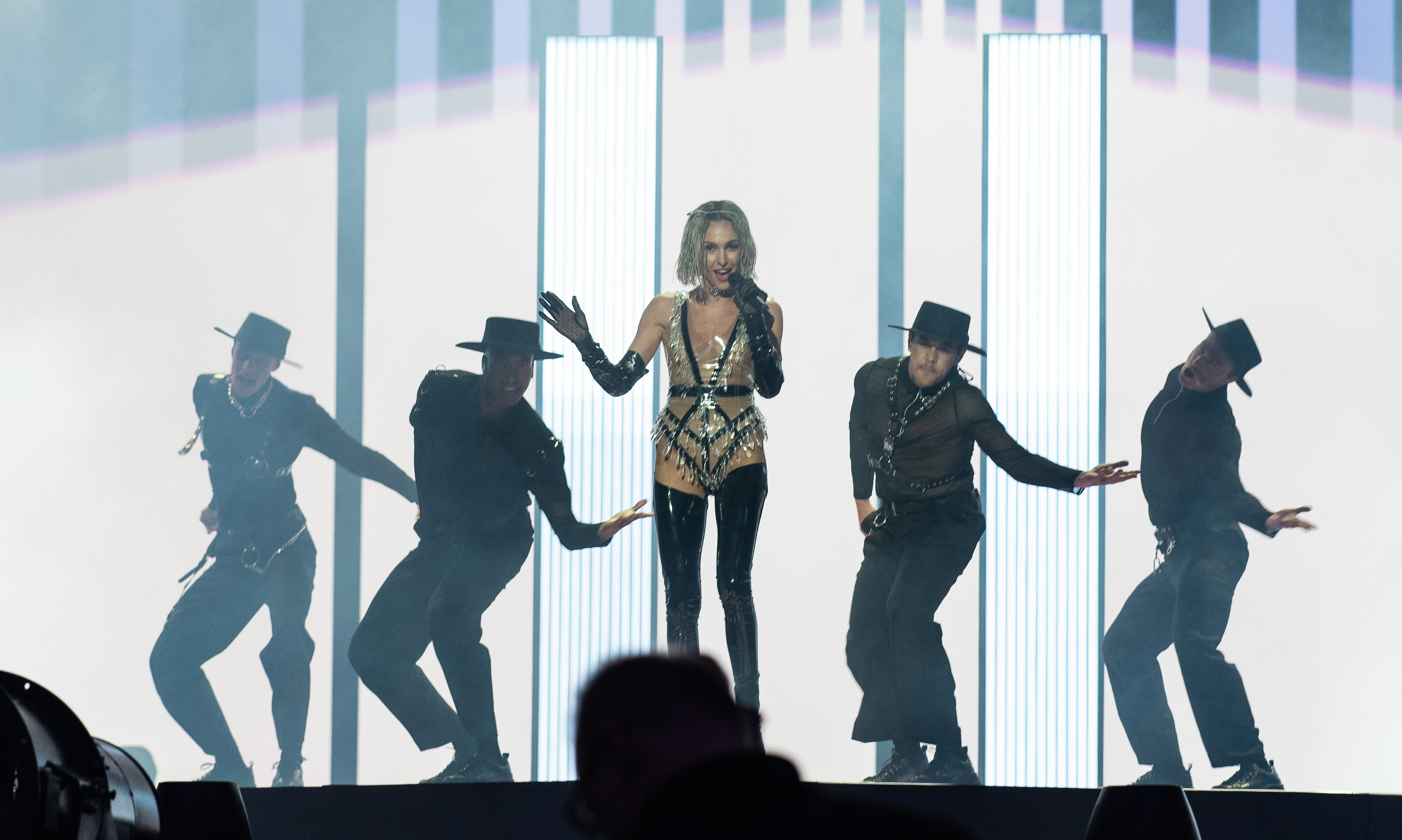
Tamta 2019
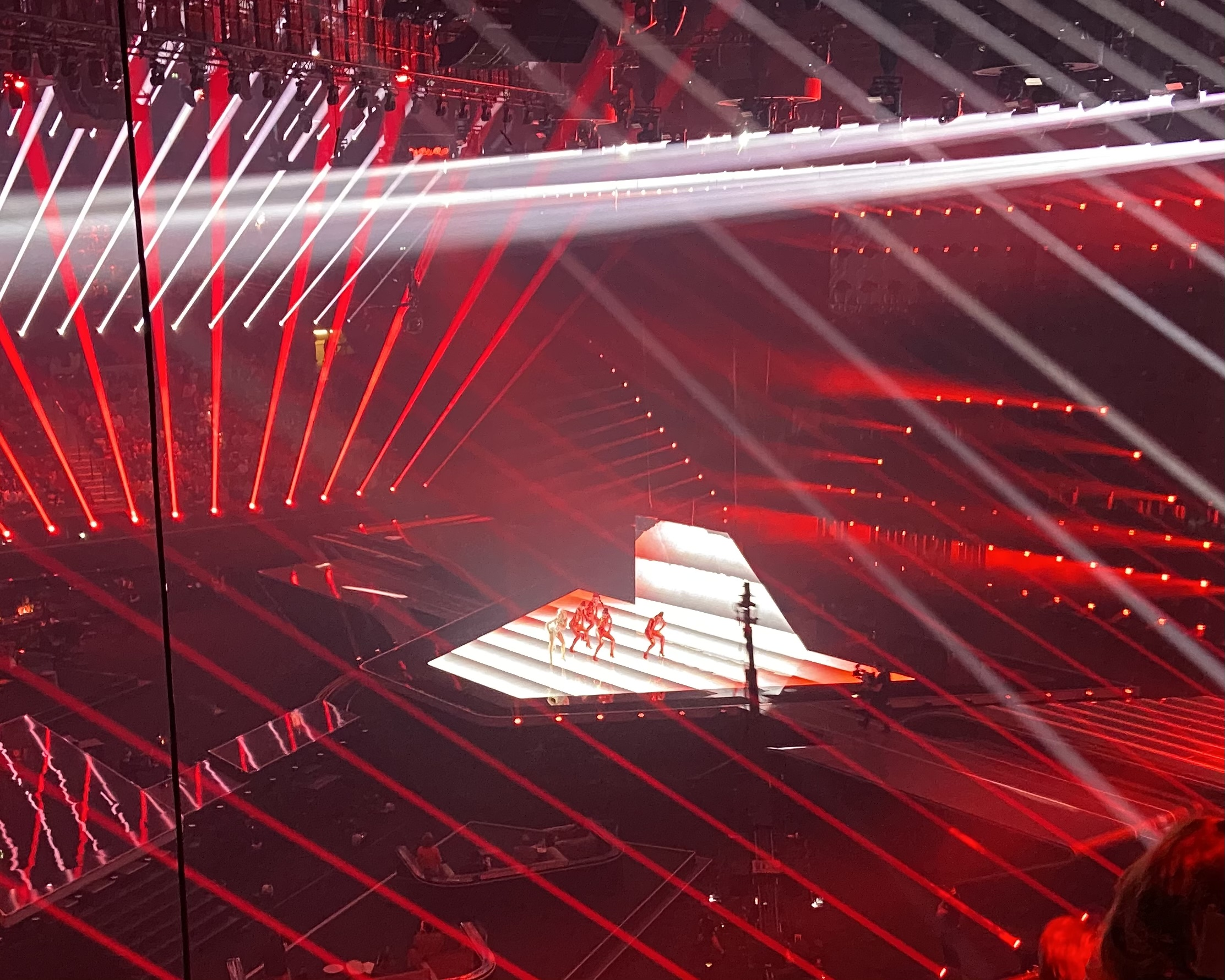
Elena Tsagrinou 2021
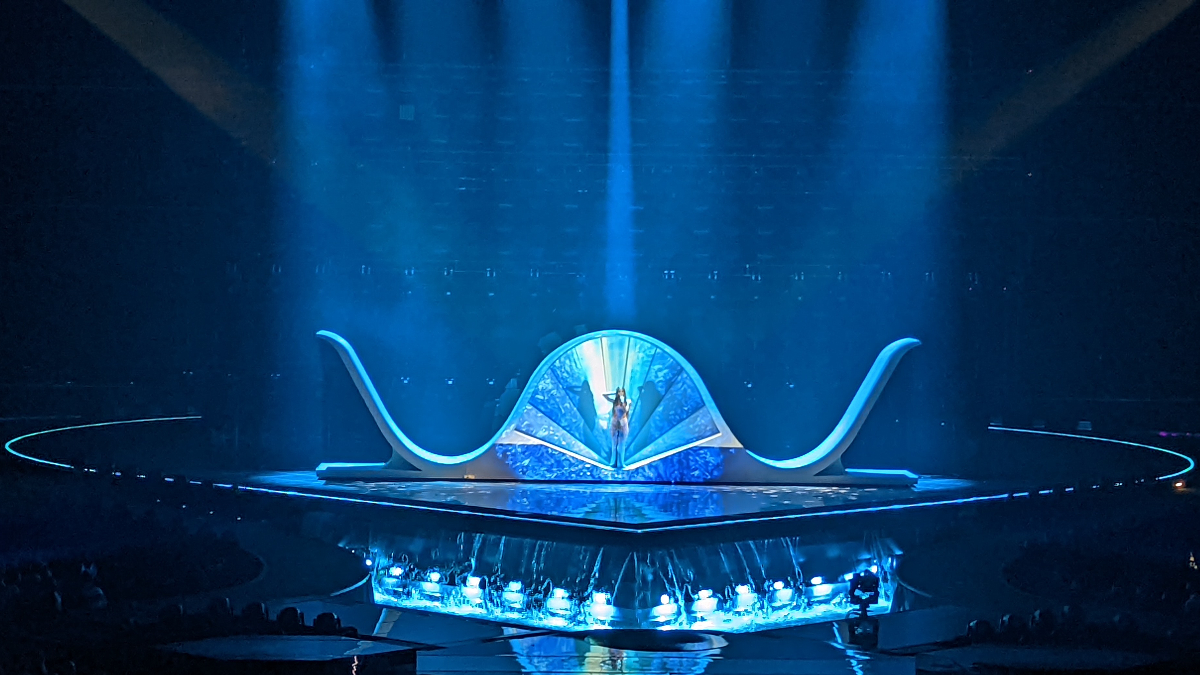
Andromache 2022
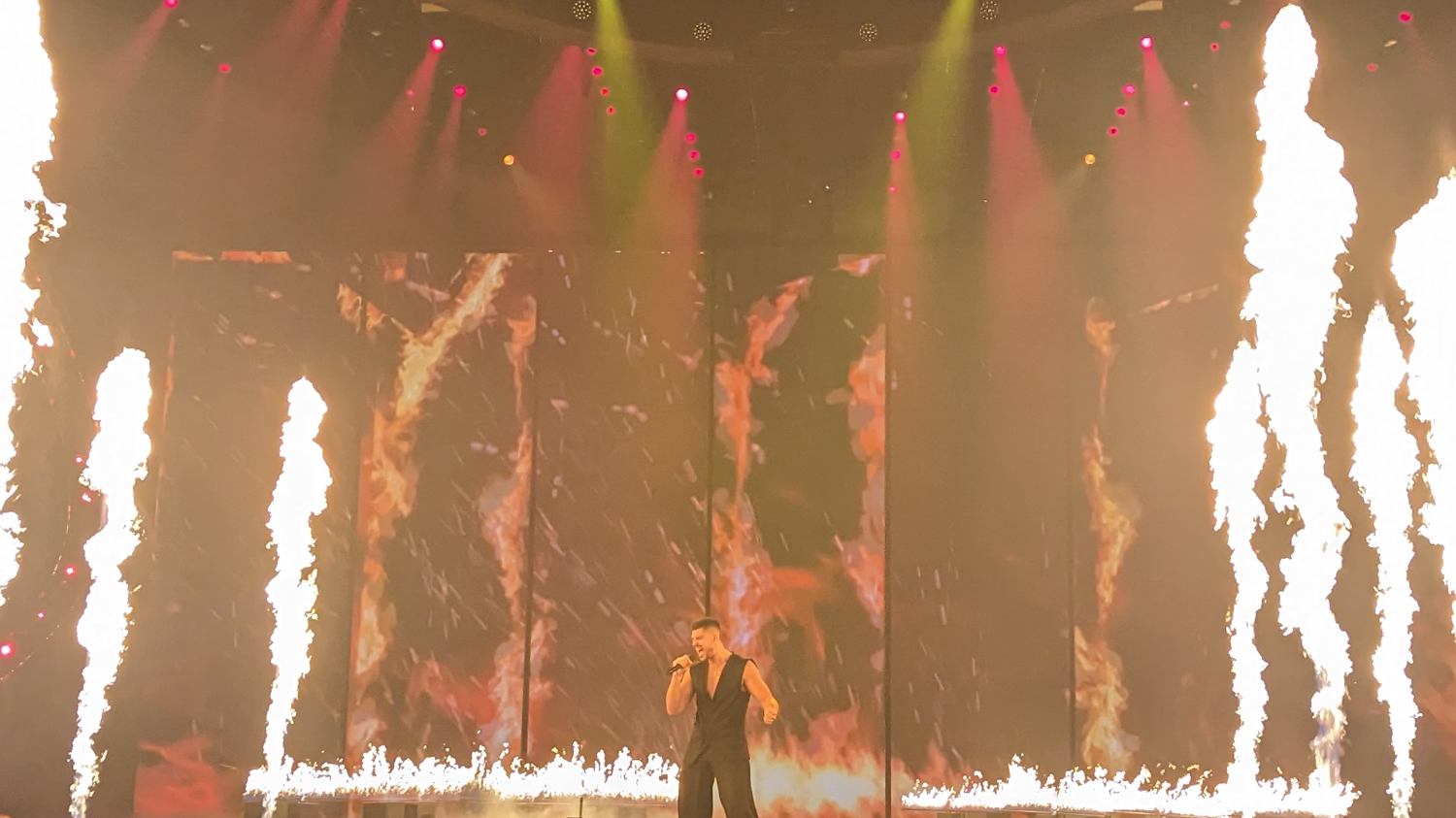
Andrew Lambrou 2023
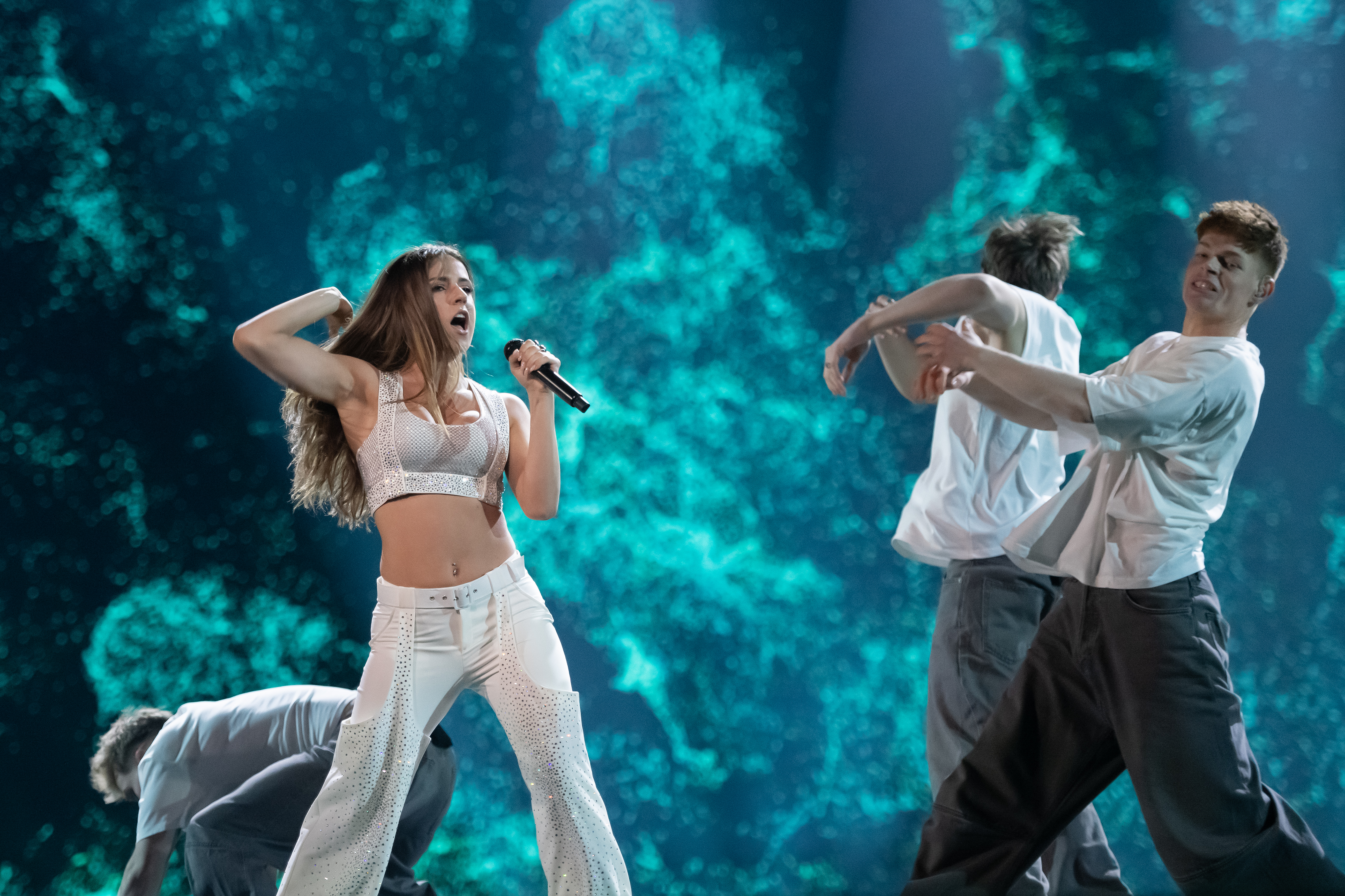
Silia Kapsis 2024
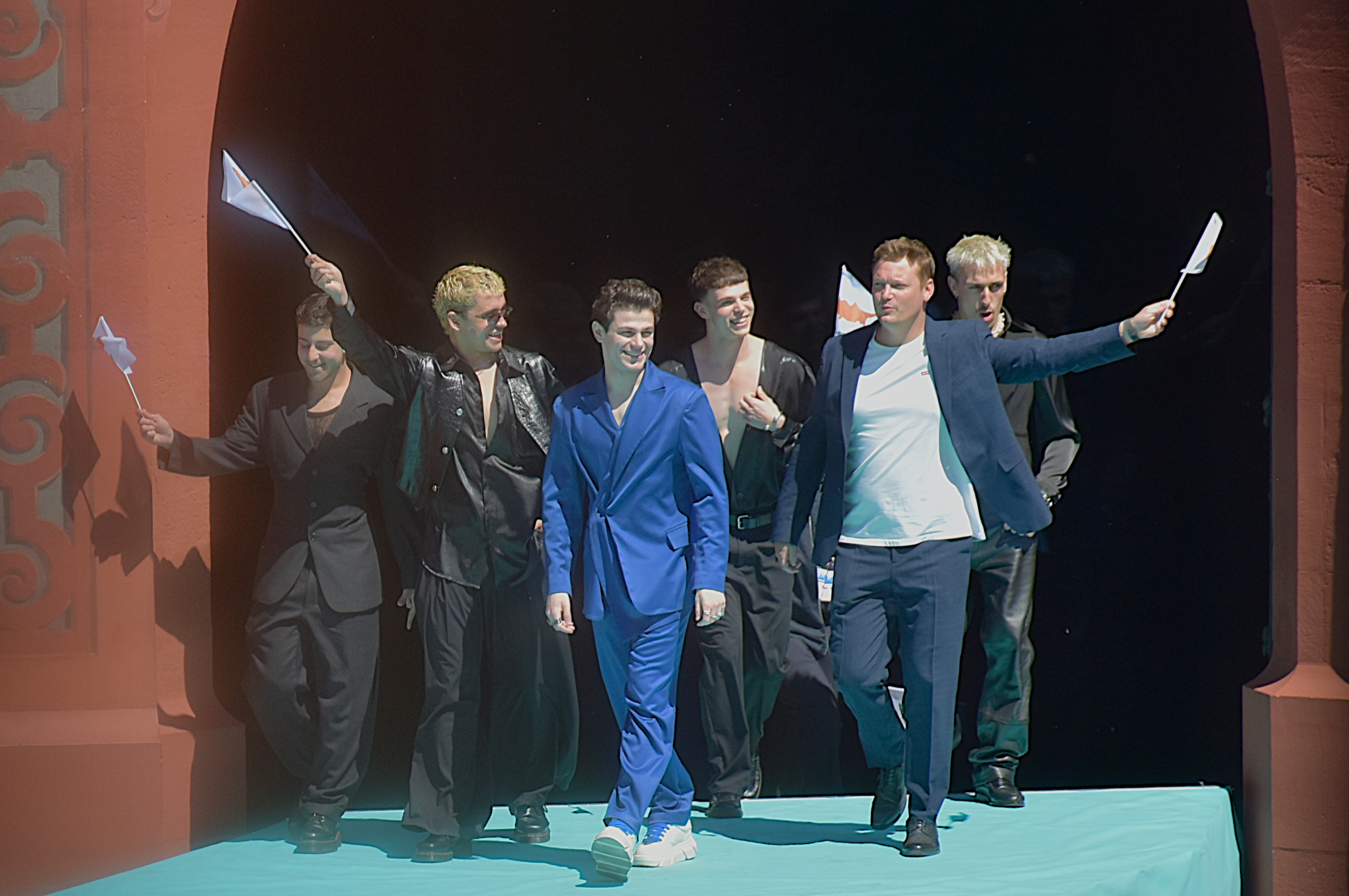
Theo Evan 2025